# Alina Szapocznikow

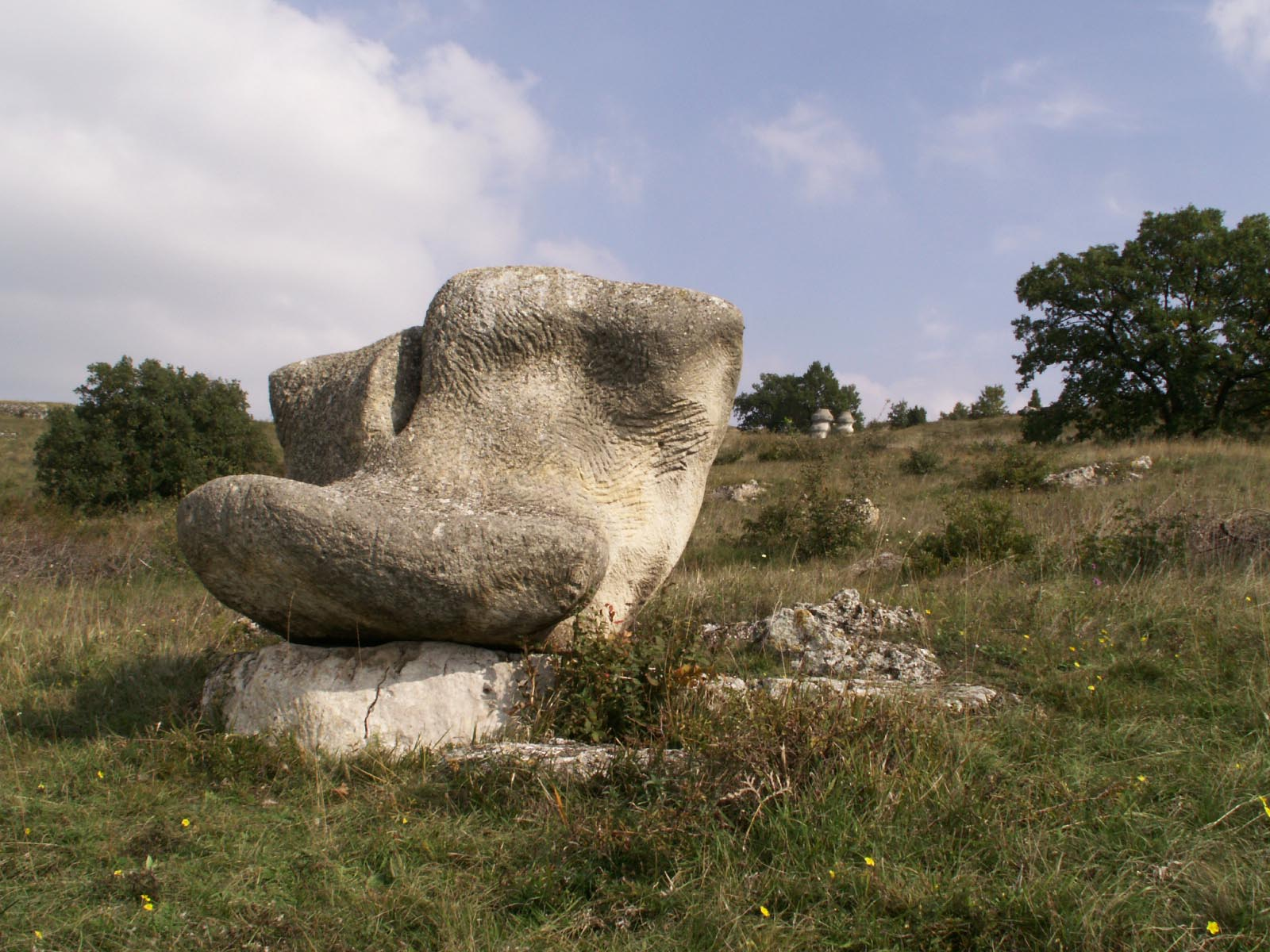
zonder titel (1961) in Sankt Margarethen im Burgenland

Alina Szapocznikow (Kalisz, 16 mei 1926 – Passy-Praz Coutant, 2 maart 1973) was een Poolse beeldhouwer en graficus.

## Leven en werk
Als kind overleefde de Joods-Poolse Szapocznikow samen met haar moeder verschillende gettos (Pabianice en Łódź) en concentratiekampen (Auschwitz, Bergen-Belsen en Theresienstadt). 
In 1946 ging zij kunst studeren, eerst in het atelier van Otokar Velimski en vanaf 1947 bij de beeldhouwer Josef Wagner aan de kunstacademie (de Vysoká škola uměleckoprůmyslová), beide in Praag, en vervolgens met een beurs in Parijs aan de École nationale supérieure des beaux-arts. In Parijs ontmoette zij haar eerste echtgenoot. Haar werk werd beïnvloed door beeldhouwers als Jean Arp, Ossip Zadkine, Henry Moore en Alberto Giacometti. 
In 1951 keerde het echtpaar, nadat bij Szapocznikow tuberculose was geconstateerd, terug naar Polen, waar een zoon werd geadopteerd. Zij vervolgde haar opleiding als beeldhouwer, in de destijds verplichte socialistisch realistische stijl, en werkte voornamelijk met de materialen klei, gips, steen en brons. Pas later in de vijftiger jaren, gedurende de politieke dooi, kon zij tonen wat haar echt fascineerde: vorm, materiaal en kleur. Enkele van haar figuratieve sculpturen waren: Pierwsza miłość (Eerste liefde), 1954; Ekshumowany, 1956; Maria Magdalena, 1957/58. In 1961 nam zij deel aan het Symposion Europäischer Bildhauer van Karl Prantl in Sankt Margarethen im Burgenland en in 1962 vertegenwoordigde zij haar land in het Poolse paviljoen tijdens de Biënnale van Venetië. In 1963 verliet zij Polen definitief en ging zij weer naar Parijs, waar zij in contact kwam met het Nouveau réalisme van Pierre Restany. In 1965 ontving zij de een prijs van de Copley Foundation voor haar assemblage Goldfinger.
Nadat zij in 1968 had gehoord dat ze leed aan kanker, ontstond haar serie beelden Tumors (1969 - 1971), die waren gemaakt van polyurethaanhars, gaas, krantenpapier en foto's en Zielnik (herbarium) in 1972. Deze werken maakte zij van afdrukken van het lichaam van haar zoon.
De kunstenares overleed in 1973 op 46-jarige leeftijd in een sanatorium in Praz Coutant (Haute-Savoie) aan de gevolgen van een ongeneeslijke borstkanker.

## "Bellies" en "Chewing Gum Photographs"
Midden zestiger jaren begon Szapocznikow sculpturen te maken, die bestonden uit afgietsels in polyester van het menselijk lichaam (borsten, buik en benen), meestal haar eigen lichaam, maar ook wel dat van haar zoon. In 1968 maakte zij de grote marmersculptuur Bellies (twee buiken), die in 1974 uit het legaat van de in 1973 overleden kunstenares werd geschonken aan het Kröller-Müller Museum, met het uitdrukkelijk verzoek van haar tweede echtgenoot, de Pools-Franse graficus Roman Cieślewicz, en haar zoon het beeld op te nemen in de collectie van het beeldenpark in Otterlo, waar het zich sinds 2006 bevindt in het Aldo van Eyck-paviljoen. 
Ook ging zij gebruikmaken van fotografie. Haar werk, Chewing Gum Photographs een serie van twintig photosculptures in zwart/wit uit 1971, trok tijdens documenta  12 van 2007 in de Duitse stad Kassel de aandacht.